# Miyako no Nishiki

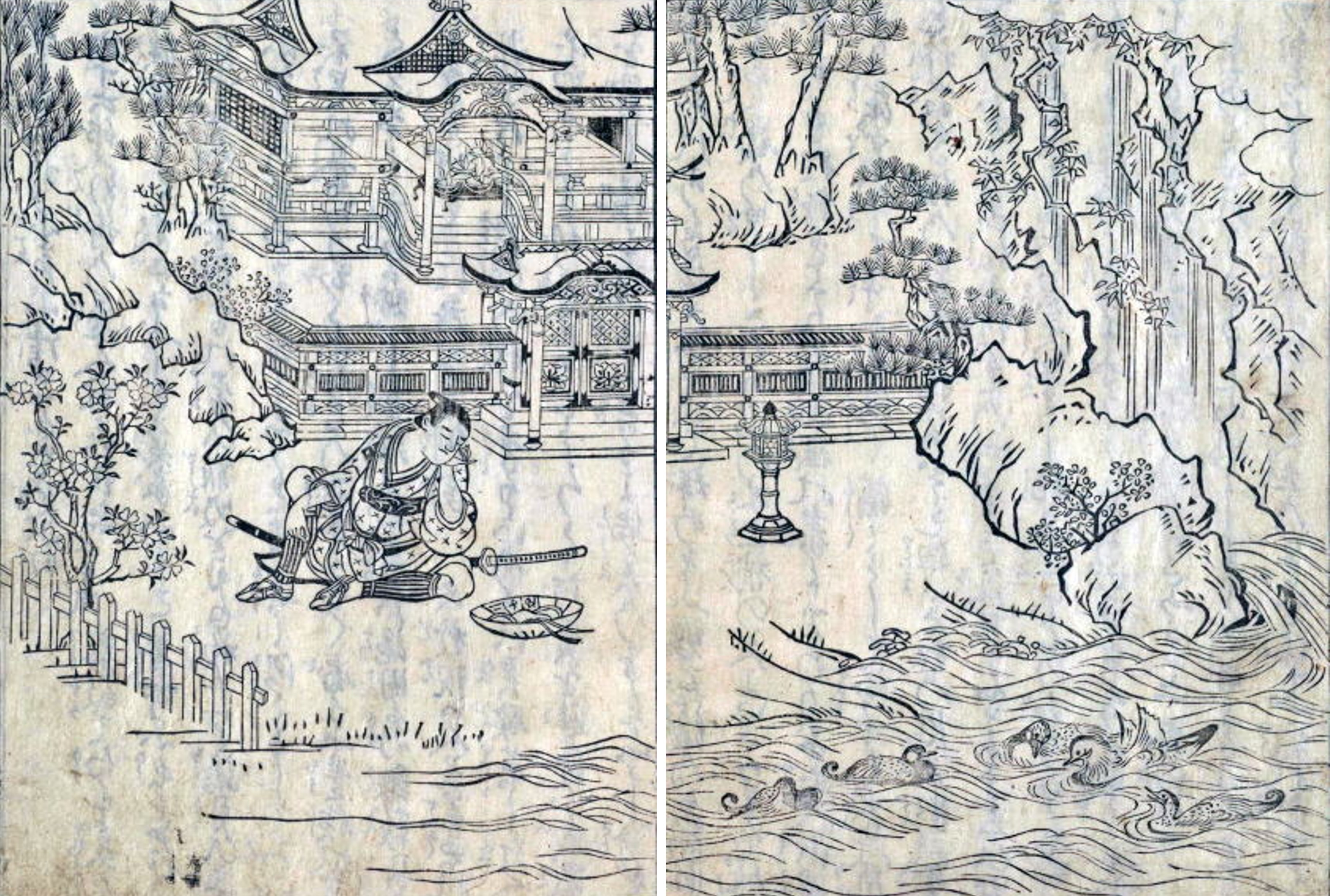
Aus dem „Tōsei Chiekan“

Miyako no Nishiki (japanisch 都の錦; geboren 1675 in Osaka (Provinz Settsu); gestorben ?) war ein japanischer Verfasser von Büchern in der Edo-Zeit im Stil der Ukiyo-Zōshi (浮世草子).

## Leben und Wirken
Miyako no Nishiki – wörtlich „Hauptstadt des Brokat“ – hieß eigentlich Shishido Yoichi (宍戸 与一), sein Spitzname war Mitsukaze (光風). Vom Großvater Yoshimasa (義政) war vom Daimyō Inaba Masanori (稲葉 正則; 1623–1696) eingeladen, die Aufgaben des Hausältesten (家臣, Kashin) zu übernehmen. Mitsukaze wurde in Osaka geboren und lebte 1695 mit seinem Vater, einem Rōnin, in Kyōto, musste aber 1695, wahrscheinlich wegen seines losen Lebenswandels, die Stadt verlassen.
Miyako wurde daraufhin Buddhist und nahm den Namen Tesshū an (鉄舟). Er zog später nach Osaka und veröffentlichte „Genroku Soga Monogatari“ (元禄曾我物語), das er auf Empfehlung von Nishizawa Ippū im 15. Jahr der Genroku-Ära, also 1702, schrieb. Er schrieb dann „Genroku Taiheiki“ (元禄大平記) und „Okitsu Shiranami“ (沖津白波) in schneller Folge, verfasst mit einer ausdrücklichen Tendenz zur Eigenwerbung und zur Zurschaustellung seines Wissens. Im folgenden Jahr, 1703, wurde er jedoch als Obdachloser in Edo aufgegriffen und in die Goldmine Yamagano (山ケ野金山, Yama-ga-n Kinzan) in der Provinz Satsuma verbannt.
1704 versuchte Miyako zu fliehen, scheiterte jedoch und wurde im folgenden Jahr in die Goldmine Kagoe (鹿籠金山, Kagoe Kinzan), ebenfalls in der Provinz Satsuma, verlegt. Dort schrieb er „Harima Sugihara“ (播磨椙原) und „Sutekobune“ (捨小舟). 1709 wurde er begnadigt und kehrte nach Kyōto zurück, wo er 1712 „Tōsei Chiekan“ (当世智恵鑑) und andere Bücher schrieb. Sein Verbleib und sein Wirken in den späteren Jahren sind unbekannt.